# Чугунов, Виктор Константинович
Ви́ктор Константи́нович Чугуно́в (20 ноября 1916 — 15 февраля 1945), лётчик-истребитель, командир эскадрильи 897-го истребительного авиационного полка 288-й истребительной авиационной дивизии, участник Великой Отечественной войны, Герой Советского Союза, капитан.

## Биография
Чугунов Виктор Константинович родился 20 ноября 1916 года в деревне Новинки (Нижегородская область) в семье крестьянина. Окончив семилетнюю школу, переехал в город Горький, где поступил в школу фабрично-заводского ученичества, занимался в аэроклубе на отделении планеристов. Виктор Константинович установил несколько рекордов по продолжительности полёта на планёре.
В 1939 году Чугунов заканчивает Ульяновская школа пилотов Осоавиахима, возвращается в город Горький и работает лётчиком-инструктором в аэроклубе. В 1940 году Виктора Константиновича забрали в армию. Он учился в школе лётчиков-истребителей.
В мае 1942 года Чугунов Виктор Константинович был направлен на фронт. Первый воздушный бой под Сталинградом. Затем — бои за освобождение Украины, на 3-м Украинском фронте. Чугунов сопровождал группы штурмовиков и бомбардировщиков, летал в разведку и на прикрытие важных военных объектов. За боевые заслуги он был награждён орденом Ленина, тремя орденами Красного Знамени, орденом Александра Невского, орденом Красной Звезды.
К осени 1944 года командир эскадрильи 897-го истребительного авиационного полка капитан Чугунов В. К. совершил 218 боевых вылетов, в 32 воздушных боях сбил лично 13 и в группе — 3 самолёта противника.
Указом Президиума ВС СССР 26 октября 1944 года за мужество и героизм, проявленные в боях с немецкими захватчиками, Виктору Константиновичу было присвоено звание Героя Советского Союза. Вскоре ему присвоили воинское звание майора и назначили заместителем командира полка.
В. К. Чугунов погиб 15 февраля 1945 года при катастрофе самолёта у озера Балатон (Венгрия). Похоронен на Аллее Славы у памятника Неизвестному матросу в Одессе.

## Память
В Ленинском районе города Нижнего Новгорода на стене дома № 4 по проспекту Ленина, в котором Герой Советского Союза В. К. Чугунов проживал до призыва в армию, установлена мемориальная доска. Кроме того, в самом центре того же Ленинского района именем Героя Советского Союза В. К. Чугунова названа улица. В 1986 году училище, в котором обучался Виктор Константинович, названо его именем.